# Гистел
Гистел (на нидерландски: Gistel) е град в Северозападна Белгия, окръг Остенде на провинция Западна Фландрия. Населението му е около 11 100 души (2006).
Гистел е разположен на Европейски път E40, на 9 km югоизточно от центъра на Остенде и Северно море. Други селища, с които граничи са Ауденбюрг, Ихтегем, Кукеларе и Миделкерке.
Селището съществува поне от края на XI век, когато става сцена на мъченичеството на света Годеливе. Става център на поклонничество за почитателите на светицата, популярна в региона, а западно от центъра е построен посветен на нея бенедиктински манастир.
През 1971 година към Гистел са присъединени съседните по-малки общини Муре и Зевекоте, а през 1977 година – и Снаскерке.

## Известни личности
Родени в Гистел
- Йохан Бони (р. 1955), духовник